# Sharp MZ 80B
Sharp MZ 80B (MZ 80B) је професионални рачунар, производ фирме Шарп (Sharp) који је почео да се израђује у Јапану током 1981. године.
Користио је LH0080A ( Z 80A-CPU ) као централни микропроцесор а РАМ меморија рачунара MZ 80B је имала капацитет од 32 KB RAM (опционо 32K проширење је било доступно). 
Као оперативни систем кориштен је Hu-BASIC (Hudson Soft), WICS (Carry Lab), Sharp BASIC, Disc BASIC (FDOS) или CP/M 2.2 са дискете.

## Детаљни подаци
Детаљнији подаци о рачунару MZ 80B су дати у табели испод.
|                       |                                                                                     |
| [ 1 ]                 |                                                                                     |
| Произвођач            | Шарп                                                                                |
| Тип                   | професионални рачунар                                                               |
| Меморија              | 32 RAM (опционо 32K проширење је било доступно)                                     |
| Поријекло             | Јапан                                                                               |
| Година                | 1981                                                                                |
| Тастатура             | тастатура са пуним помаком тастера, 92 тастера. Нумерички пад и функцијски тастери. |
| Процесор              |                                                                                     |
| Фреквенција процесора | 4                                                                                   |
| RAM                   | 32 RAM (опционо 32K проширење је било доступно)                                     |
| ROM                   | 2 (генератор знакова) + 2 (програмски лоадер)                                       |
| Текст                 | 80 или 40 знакова x 25 линија                                                       |
| Графика               | 320 x 200 (опционо), један или два бит-плана                                        |
| Боја                  | уграђени 9-инчни монохроматски (зелени) монитор (8 x 8 матрица тачака)              |
| Звук                  | 1 канал (највише 400 mW на 440 Hz, 8 cm 32-ом)                                      |
| Димензије             | 450mm x 520mm x 270mm / 16                                                          |
| Портови               |                                                                                     |
| Оперативни систем     | , или 2.2 са дискете                                                                |